# Melaleuca glaberrima
Melaleuca glaberrima är en myrtenväxtart som beskrevs av Ferdinand von Mueller. Melaleuca glaberrima ingår i släktet Melaleuca och familjen myrtenväxter. Inga underarter finns listade i Catalogue of Life.